# 玉名市立横島小学校
玉名市立横島小学校（たまなしりつ よこしま しょうがっこう）は、熊本県玉名市横島町横島にある公立の小学校。

## 概要
歴史
明治初期に創立した小学校3校が1896年（明治29年）に統合して開校した。現校名になったのは2007年（平成19年）。前身の中で早く開校した「公立横島西小学校」の1873年（明治6年）を創立年としており、2023年（令和5年）に創立150周年を迎えた。
校訓
「かしこく　なかよく　元気よく」
学校教育目標
「ふるさとを愛し、未来の創り手となる児童生徒の育成」（中学校と共通の目標）
校章
桜の花弁を背景にして、中央に校名の「横島」の文字（縦書き）を配している。
校歌
作詞は金栗堅、作曲は古城秀雄による。歌詞は3番まであり、各番の歌詞中に校名の「横島小学校」が登場する。
通学区域
玉名市のうち「大園谷、大園東、栗ノ尾一区、栗ノ尾二区、栗ノ尾三区、外平北、外平南、八番横、八番縦、十番、明豊、九番、神崎、富新、明丑、昭栄、緑、京泊西、山根、葭場、新田、美奈須、船津、新屋敷、石塘、大開東、大開中、大開西、新栄、大豊」。中学校区は 玉名市立有明中学校。

## 沿革
前史
- 1873年（明治6年）5月 -「公立横島西小学校」が創立。
- 1874年（明治7年）1月 -「公立横島東小学校」が創立。
- 1883年（明治16年）1月 - 横島西小学校から「公立横島南小学校」分離・独立。
- 1889年（明治22年）4月1日 - 町村制施行により、玉名郡2村（横島・大園）が合併し「横島村」が発足。
- 1892年（明治25年）- 「横島西尋常小学校」・「横島東尋常小学校」・「横島南尋常小学校」に改称。

統合
- 1896年（明治29年）2月 - 上記3校（横島西・横島東・横島南）が統合し「横島尋常小学校」（尋常科4年）となる。
- 1897年（明治30年）5月 - 新校舎（第一期工事）が完成。
- 1898年（明治31年）4月 - 大浜町外七ヶ町村組合立 玉名南高等小学校が併置される。
- 1899年（明治32年）4月 - 玉名南高等小学校が伊倉尋常小学校に移転。
- 1904年（明治37年）4月 - 新校舎（第二期工事）が完成。
- 1907年（明治40年）3月 - 玉名南高等小学校の廃止に伴い、高等科（2年制）を併置の上、「横島尋常高等小学校」（尋常科4年・高等科2年）に改称。
- 1908年（明治41年）4月 - 改正小学校令施行により、尋常科（義務教育年限）が4年制から6年制に改められる。従来の高等科1・2年を尋常科5・6年に改めたため、「横島尋常小学校」（尋常科6年）に改称。義務教育年限の延長に際し、収容する児童数が増加したため、新校舎（第三期工事）が完成。
- 1910年（明治43年）4月 - 高等科（2年制）を併置の上、「横島尋常高等小学校」（尋常科6年・高等科2年）に改称。
- 1924年（大正13年）4月 - 中央校舎1棟を増築。
- 1941年（昭和16年）4月1日 - 国民学校令施行により、「玉名郡横島村横島国民学校」と改称。尋常科を初等科に改める。
- 1947年（昭和22年）4月1日 - 学制改革が行われる（六・三制の実施）。
  - 国民学校の初等科は、新制小学校「横島村立横島小学校」に改組・改称。
  - 国民学校の高等科は青年学校普通科とともに、新制中学校「横島村立横島中学校」に改組・改称。小学校に併設される。
- 1953年（昭和28年）3月 - 第一校舎および第二校舎が完成。
- 1957年（昭和32年）9月 - 第三校舎および第四校舎が完成。
- 1958年（昭和33年）11月 - 給食室が完成。
- 1965年（昭和40年）4月 - 特殊学級を新設。
- 1966年（昭和41年）3月 - プールが完成。
- 1968年（昭和43年）11月1日 - 横島村が町制施行により「横島町」となる。「横島町立横島小学校」と改称。
- 1973年（昭和48年）4月 - 標準服（制服）を制定。創立100周年記念校歌碑を建立。
- 1982年（昭和57年）3月 - 運動場を整備。
- 1983年（昭和58年）3月 - 相撲場が完成。
- 1986年（昭和61年）6月 - 新校舎が完成。
- 1987年（昭和62年）3月 - ランチルーム・給食調理室が完成。
- 1988年（昭和63年）2月 - 体育館が完成。
- 1990年（平成2年）3月 - 「学びの森」が完成。
- 1992年（平成4年）3月 - 新校舎（パソコン室）等の新校舎を増築。
- 2003年（平成15年）7月 - 新パソコン教室が完成。
- 2004年（平成16年）6月 - 新プールが完成。
- 2005年（平成17年）3月 - 校旗が寄贈される。
- 2005年（平成17年）10月3日 - 玉名市との合併により「玉名市立横島小学校」（現校名）に改称。
- 2006年（平成18年）8月 - 学校運営協議会を設置。
- 2008年（平成20年）4月 - 2学期制を導入。
- 2010年（平成22年）8月 - 太陽光発電を設置。

## 交通アクセス
最寄りの幹線道路
- 国道501号

## 周辺
- 玉名市横島体育館
- 玉名市横島図書館